# Шварц, Елена Андреевна
Еле́на Андре́евна Шварц (17 мая 1948, Ленинград — 11 марта 2010, Санкт-Петербург) — русская поэтесса, прозаик, эссеистка и переводчица. Одна из ведущих фигур ленинградской неофициальной культуры 1970-х и 1980-х годов.

## Биография
Родилась в 1948 году в Ленинграде. Мать — Дина Шварц — заведовала литературной частью БДТ. Дед Морис Шварц возглавлял швейную фабрику им. Мюнценберга и был расстрелян «за подрыв швейной промышленности» в мае 1937 года, бабушка также была репрессирована. Отец, Андрей Емельянович Джеджула (26.07.1915—19.12.1971) — профессор истории и парторг Киевского университета. По словам Елены Шварц, она никогда не видела своего отца.
Некоторые знаменитые строчки написала ещё в подростковом возрасте: «Бурлюк», «О море милое, тебя пересолили!» Непродолжительное время училась на Филологическом факультете ЛГУ.
В 1968 году вышла замуж за поэта Евгения Петровича Вензеля (1947—2018), чей дед П. И. Воробьёв в 1920-е годы возглавлял Русский музей. В 1971 году заочно окончила театроведческий факультет Ленинградского института театра, музыки и кинематографии.
Официально нигде не работала, зарабатывала на жизнь переводами пьес для ленинградских театров. До начала перестройки публиковалась в СССР только в самиздате. В ближний круг общения Елены Шварц входили Виктор Кривулин, Дмитрий Бобышев, Сергей Стратановский, Юрий Кублановский, Михаил Шварцман.
Зимой 2001—2002 года по приглашению фонда Бродского жила в Риме, на вилле Медичи. После пожара в квартире вынужденно перебралась в Дом писателей в Комарове. В 2002—13 гг. «Пушкинский фонд» выпустил наиболее полное, пятитомное собрание сочинений Елены Шварц.
Скончалась 11 марта 2010 года от онкологического заболевания. Отпевание состоялось в воскресенье, 14 марта, в Троицком (Измайловском) соборе Санкт-Петербурга. Похоронена на Волковском кладбище под одной плитой с матерью.

## Признание
- премия Андрея Белого (1979)
- премия «Северная Пальмира» (1999)
- премия журнала «Звезда» (2000)
- премия «Триумф» (2003)[10].
- Литературная премия имени Н. В. Гоголя за книгу «Видимая сторона жизни» (2004)
- премия журнала «Знамя» (2006)

## Произведения
В СССР c 1975 до 1985 публиковалась только в самиздате, иногда под псевдонимами. C 1978 печаталась за рубежом. Публикации в журналах русской эмиграции: «22» (№ 5), «Вестник РХД» (№ 140), «Эхо» (1978, № 2; 1979, № 1; 1980, № 1, 4), «Стрелец» (№ 3, 1986), «Ковчег» (№ 5, 1980; № 6, 1981), «Мулета» (№ 1, 1984), «Гнозис» (№ 5/6, 1979), «Глагол» (№ 3, 1981), «Третья волна» (№ 12, 1982), «Грани».
Со второй половины 80-х гг. публиковалась и в отечественной периодике — в журналах «Вестник новой литературы», «Родник», «Радуга», «Аврора», «Звезда», «Нева», «Новое литературное обозрение», «Критическая масса», «Urbi», «Знамя», «Новый мир», в альманахе «Камера хранения», газете «Литератор» (Санкт-Петербург) и др. В 1991 году в десятом номере журнал «Юность» опубликовала цикл «Простые стихи для себя и для Бога», написанный в Ленинграде в 1976 году.
Сборники стихов
- «Танцующий Давид». — New York: Russica Publishers, 1985. — ISBN 0-89830-074-6.
- «Стихи». — Л., Париж — Мюнхен: Веседа, 1987.
- «Труды и дни Лавинии, монахини из ордена Обрезания Сердца». — Ann Arbor: Ardis Publishers, 1987.
- «Стороны света». — Л.: Советский писатель, Ленинградское отделение, 1989. — 72 с. — 5000 экз. — ISBN 5-265-00727-X.
- «Стихи». — Л.: Ассоциация «Новая литература», 1990. — 120 с. — 10 000 экз. — ISBN 5-85080-001-8
- «Лоция ночи. Книга поэм». — СПб.: Советский писатель, Санкт-Петербургское отделение, 1993.
- «Песня птицы на дне морском». — СПб.: Пушкинский фонд, 1995.
- «Mundus Imaginalis: Книга ответвлений». — СПб.: Эзро, 1996.
- «Западно-восточный ветер: Новые стихотворения». — СПб.: Пушкинский фонд, 1997.
- «Соло на раскалённой трубе». — СПб.: Пушкинский фонд, 1998.
- «Стихотворения и поэмы». — СПб.: ИНАПРЕСС, 1999.
- «Дикопись последнего времени». — СПб.: Пушкинский фонд, 2001.
- «Трость скорописца». — СПб.: Пушкинский фонд, 2004.
- «Вино седьмого года». — СПб.: Пушкинский фонд, 2007.
- «Перелетная птица (последние стихи)». — СПб.: Пушкинский фонд, 2011.
- «Избранные стихотворения» / Сост. и послесл. А. Д. Анпилова. — СПб.: Вита Нова, 2013. — 237, [1] с. — ISBN 978-5-93898-471-4.
- «Стихи из „Зеленой тетради“». Стихотворения 1966—1974 годов / Предисл. О. Виноградовой; сост. П. Успенский, А. Шеля. — СПб.: Порядок слов, 2018.
- «Войско, Оркестр, Парк, Корабль. Четыре машинописных сборника» / Подгот. текста — А. Шеля, Н. Фаликова, П. Успенский, вступ. ст., сост., комм. — А. Шеля, П. Успенский. — М.: Common place, 2018.

Проза

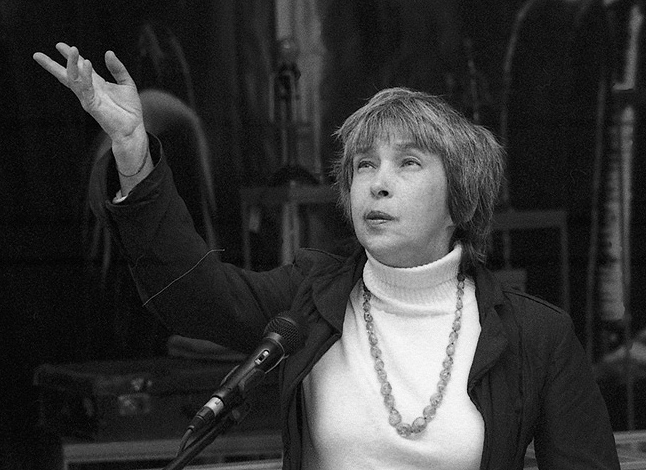
Елена Шварц в 2008 году

- Определение в дурную погоду. — СПб.: Пушкинский фонд, 1997.
- Видимая сторона жизни. — СПб.: Лимбус, 2003.
- «Габриэле Д’Аннунцио. Крылатый циклоп». — СПб.: «Вита Нова», 2010. — 528 c. — (Жизнеописания). — ISBN 978-5-93898-291-8.
- Истинные происшествия моей жизни. –– СПб.: Издательство Яромира Хладика, 2023. –– 392 с. –– ISBN 978-5-60-499143-5.

Собрание сочинений
- «Сочинения Елены Шварц», тт. I—II. — СПб.: Пушкинский фонд, 2002 (стихотворения и поэмы).
- «Сочинения Елены Шварц», тт. III—IV. — СПб.: Пушкинский фонд, 2008 (стихи, проза и пьеса).
- «Сочинения Елены Шварц», т. V. — СПб.: Пушкинский фонд, 2013.

Публикации на других языках
- Paradise: selected poems. — Newcastle upon Tyne: Bloodaxe, 1993
- Дела и дани монахиње Лавиније. — Београд: Источник, 1994. Превела Злата Коцић.
- Ein kaltes Feuer brennt an den Knochen entlang … : Gedichte. — Chemnitz; Berlin; St. Petersburg: Oberbaum, 1997
- Das Blumentier: Gedichte. — Düsseldorf: Grupello-Verl., 1999, hrsg. und übersetzt von Alexander Nitzberg
- La vierge chevauchant Venise et moi sur son épaule: poèmes. — Évian: Alidades, 2003
- Olga Martynova, Jelena Schwartz. Rom liegt irgendwo in Russland. Zwei russische Dichterinnen im lyrischen Dialog uber Rom. Russisch / Deutch. Aus dem Russischen von Elke Erb und Olga Martynova. — Wien: Edition per procura, 2006.
- Birdsong on the seabed. — Tarset: Bloodaxe Books, 2008

Стихи Шварц также переводились на сербский, шведский, норвежский, итальянский, иврит и др. языки.
Переводческая деятельность
- Перевод с немецкого романа Мартина Бубера «Гог и Магог».